# 859
Раннє Середньовіччя  •  Епоха вікінгів  •  Золота доба ісламу  •  Реконкіста

## Геополітична ситуація
У Східній Римській імперії триває правління Михаїла III. Володіння Каролінгів розділені на п'ять королівств: Західно-Франкське королівство,  Східно-франкське королівство, Лотарингію, Італію та Прованс. Північ Італії належить Італійському королівству, Рим і Равенна під управлінням Папи Римського, герцогства на південь від Римської області незалежні, деякі області на півночі та на півдні належать Візантії. Піренейський півострів, окрім Королівства Астурія та Іспанської марки, займає Кордовський емірат. Вессекс підпорядкував собі більшу частину Англії, почалося вторгнення данів.  Існують слов'янські держави: Перше Болгарське царство, Велика Моравія, Блатенське князівство.
Аббасидський халіфат очолив аль-Мутаваккіль. У Китаї править династія Тан. Значними державами Індії є Пала, Пратіхара, Чола. В Японії триває період Хей'ан. Хозарський каганат підпорядкував собі кочові народи на великій степовій території між Азовським морем та Аралом. Територію на північ від Китаю захопили єнісейські киргизи.
На території лісостепової України в IX столітті літописці згадують слов'янські племена білих хорватів, бужан, волинян, деревлян, дулібів, полян, сіверян, тиверців, уличів. У Північному Причорномор'ї співіснують різні кочові племена, зокрема булгари, хозари, алани, тюрки, угри, кримські готи. Херсонес Таврійський належить Візантії. Аскольд і Дір, можливо, вже правлять у Києві.

## Події
- 15 січня Карл Лисий, зібравши війська в Бургундії, прогнав Людовика II Німецького із Західного Франкського королівства.
- Вікінги розграбували абатства в Сен-Валері-сюр-Сомм та Ам'єн. Інший загін вікінгів проник у Середземне море й почав нападати на прибережні міста Аль-Андалусу.
- Астурійці завдали поразки маврам біля гори Латурсе.
- За твердженням Повѣсті временныхъ лѣт̑, цього року на Новгородську землю прийшли з-за моря варяги, та наклали данину на місцеві племена чуді, словен та мерян
- Почав роботу університет Аль-Карауїн, найстаріший у світі навчальний заклад, що діє до сьогоднішнього дня.
- Китай очолив І-цзун. Переслідування буддизму припинилися.